# トビウオ
トビウオ（止比乎、飛魚、鰩、𩹉 、文鰩魚、英: Flying fish）は、ダツ目トビウオ科に属する魚類の総称。太平洋、インド洋、大西洋の亜熱帯から温帯の海に生息する海水魚で、世界で50種ほど、日本近海でも30種弱ほどが知られる。
「トビウオ」の名前の由来は、水上に飛び出し、胸ビレを広げて滑空することから。日本では食用魚として漁業の対象となり、九州や日本海側ではアゴの別名で呼ばれる。島根県の「県の魚」に指定されている。

## 形態
細い筒状の逆三角形の断面を持つ体をしており、最大の種でも、全長は約30-40 cm。体色は背は藍色、腹は白色で、青魚の一つ。胸ビレが発達して著しく大きく、尾ビレは上端と下端が長く伸びたV字状で、特に下端が長く水面滑走時に水中へ推進力を効率よく伝えられるようになっている。滑空時には胸ビレを広げるので、これがグライダーの翼のような役割をする。腹ビレも大きい種もおり、この場合には翼が4枚あるように見える。

## 生態
一般に陸地に近い沿岸部に多い。海の表層近くに生息し、動物プランクトンなどを食べる。水上に飛び出して、海面すれすれを猛スピードで滑空する。これは主に、マグロやカジキ、シイラなどの捕食者から逃げるためといわれる。滑空時は100 mくらいは当たり前に飛ぶことができ、水面滑走時の速度は35 km/h、空中滑空時の速度は50-70 km/h、高さ3-5 mに達する（大型のものであれば600 m程度滑空するものがある）。
平均的には、風上に向かって、海面の上約2 mを、100-300 m飛ぶ。滑空中に急に海中に入る必要が生じた時は、急ブレーキをかけることもでき、また、空中で方向転換も可能である。
勢い余って漁船などに自ら飛び込むこともある。2008年5月、NHKのクルーが鹿児島県沖のフェリーから45秒にわたって（時々水面を尾びれで叩きながら）飛び続ける様子を撮影し、映像として捉えられた記録としてはおそらく過去最長であると報じられた。

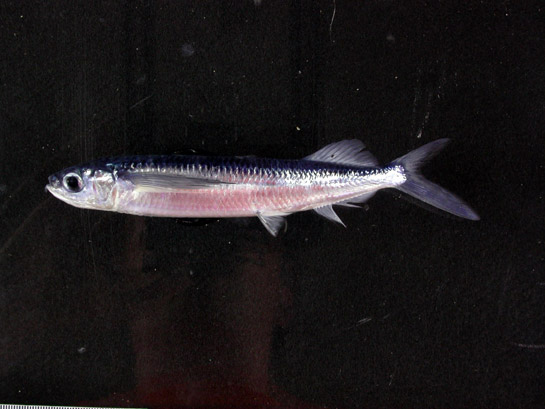
トビウオ（水中の状態）
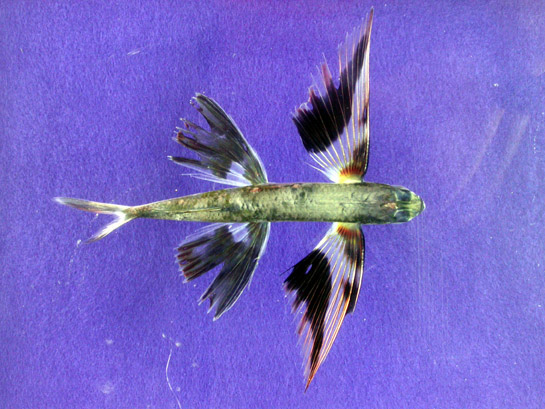
飛翔するトビウオ （NOAA提供）
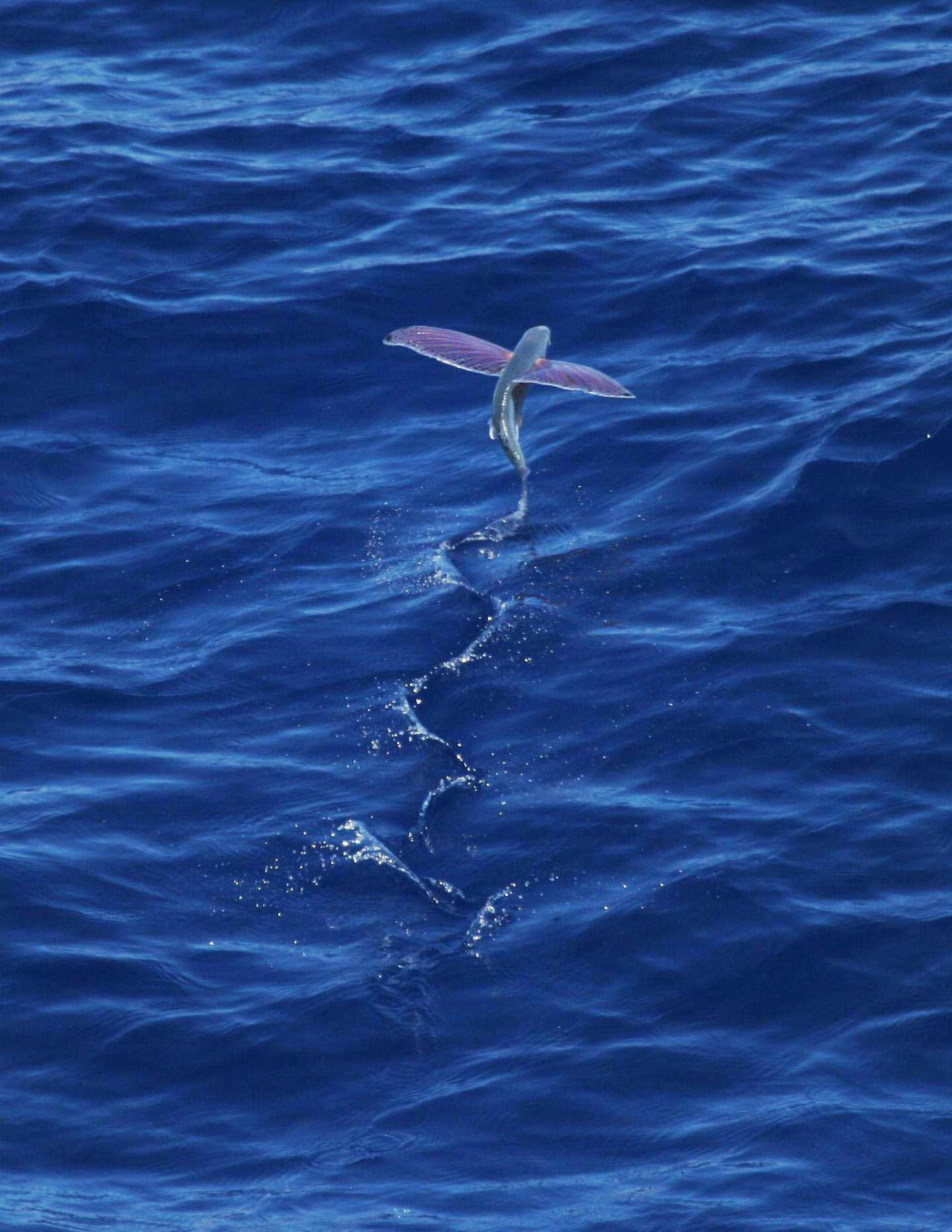
トビウオの跳躍 （NOAA提供）

## 分類
トビウオ科には世界で50種ほどが知られている。
- ハマトビウオ属 Cypselurus
  - ホソトビウオ C. hiraii
  - アヤトビウオ C. poecilopterus
  - アリアケトビウオ C.starksi
  - ヒメアカトビ C.angusticeps
  - ハマトビウオ* C. pinnatibarbatus japonicus
  - トビウオ（ホントビウオ）* C. agoo agoo
  - ツクシトビウオ* C. heterurus doederleini
  - アカトビ* C. atrisignis
  - オオメナツトビ* C.unicolor

- ニノジトビウオ属　Hirundichthys
  - ホソアオトビ H. oxycephalus
- サヨリトビウオ属 Oxyporhamphus
  - サヨリトビウオ O. micropterus
- ツマリトビウオ属　Parexocoetus
  - バショウトビウオ P. mento
- イダテントビウオ属　Exocoetus
  - イダテントビウオ E. volitans

日本近海で獲られる代表種は、トビウオ（ホントビウオ）、ハマトビウオ、ツクシトビウオ、ホソトビウオなど。

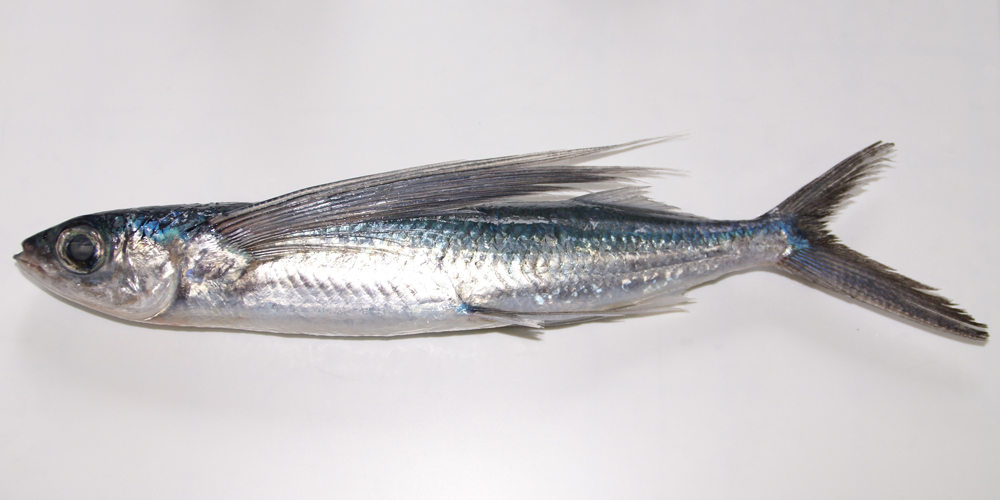
C. pinnatibarbatus japonicus　ハマトビウオ
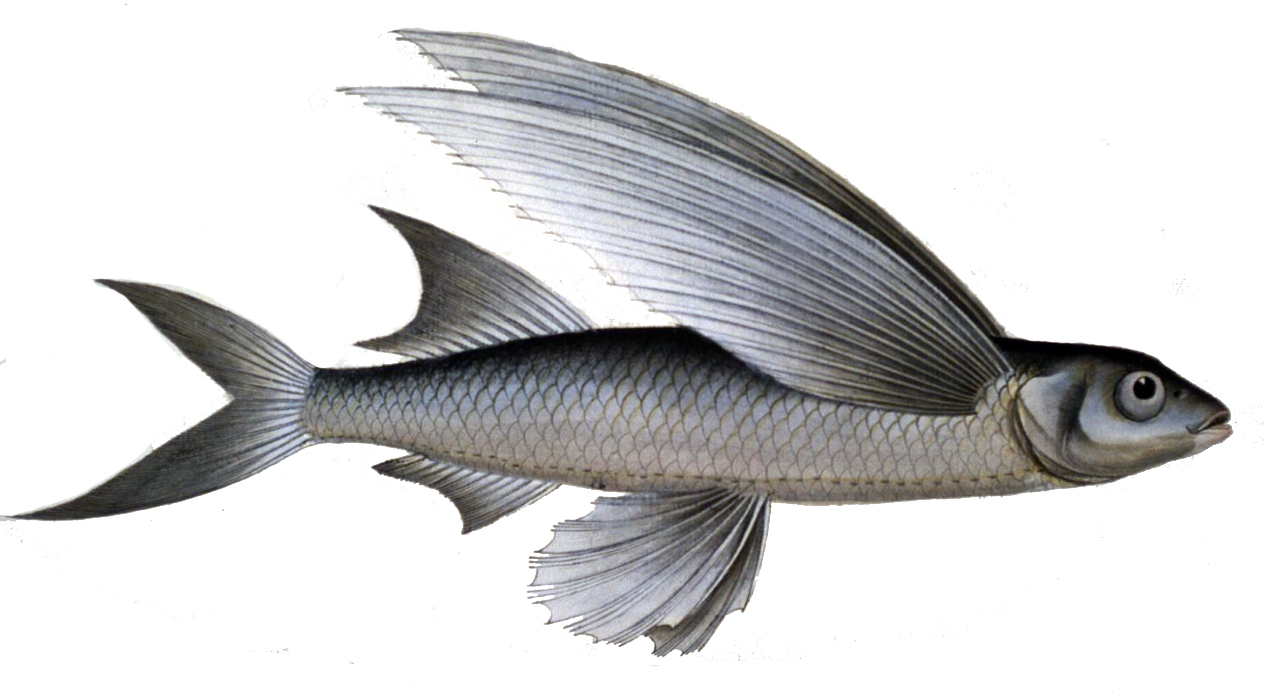
Parexocoetus hillianus
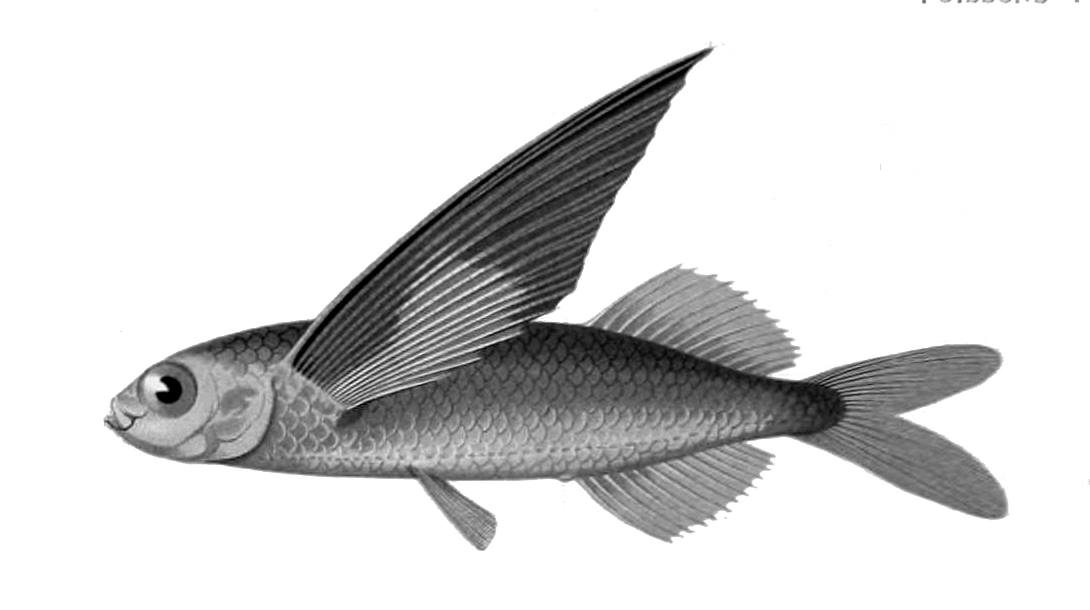
Exocoetus obtusirostris
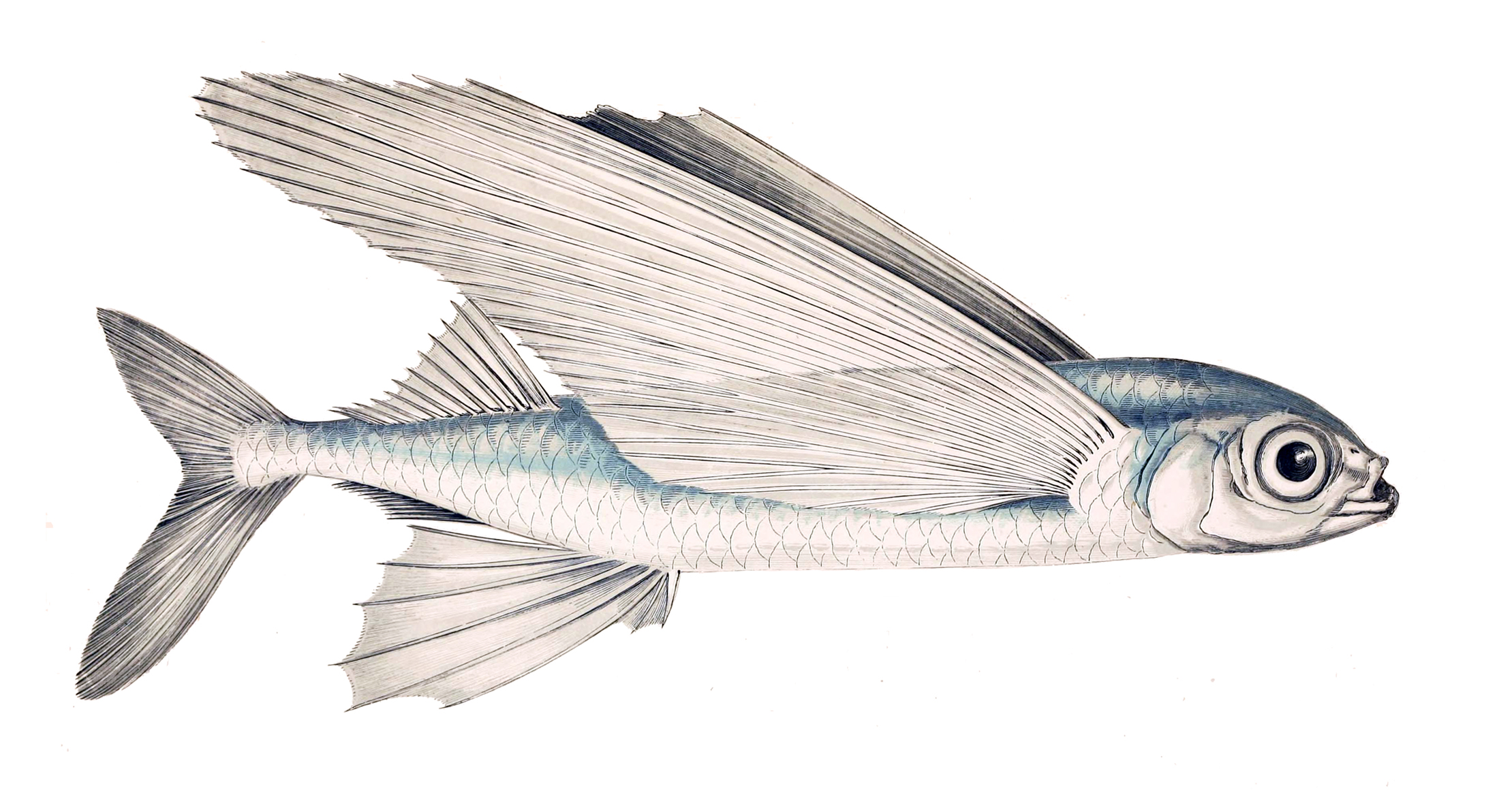
Exocoetus volitans　イダテントビウオ
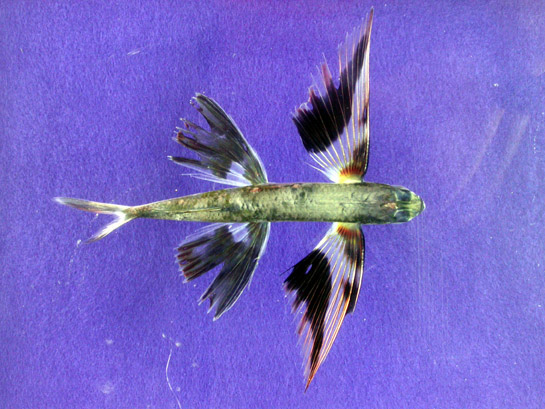
Cheilopogon exsiliens
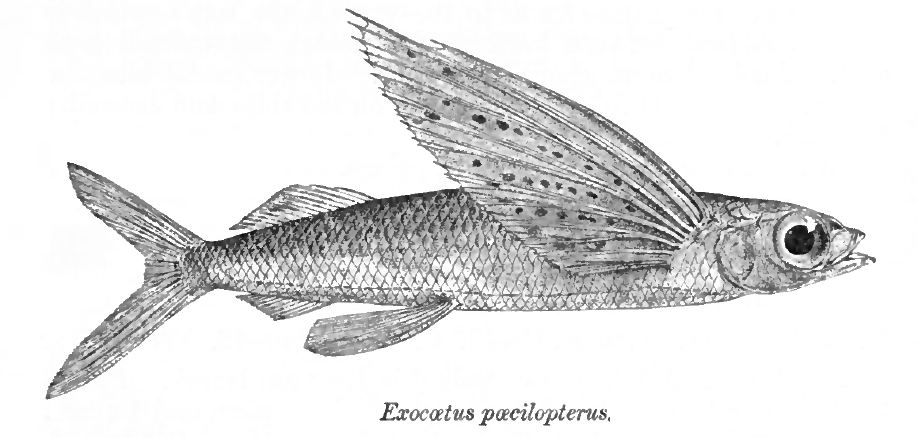
Cypselurus poecilopterus
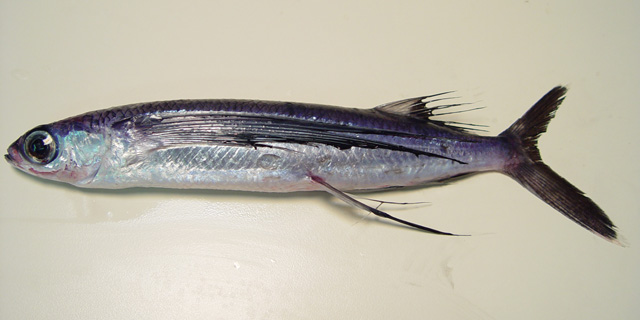
Hirundichthys rondeletii

## 食材としてのトビウオ

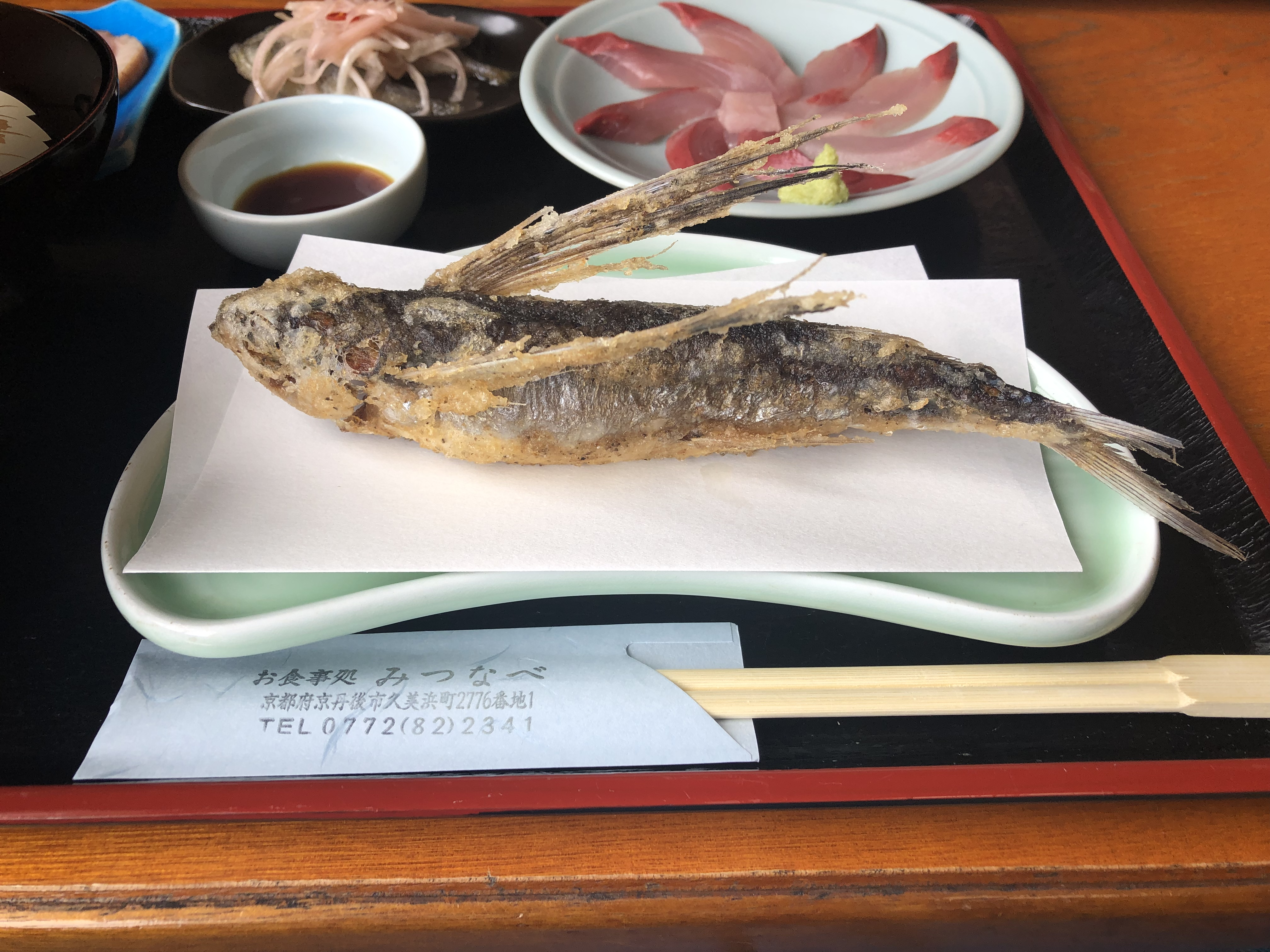
トビウオの姿揚げ

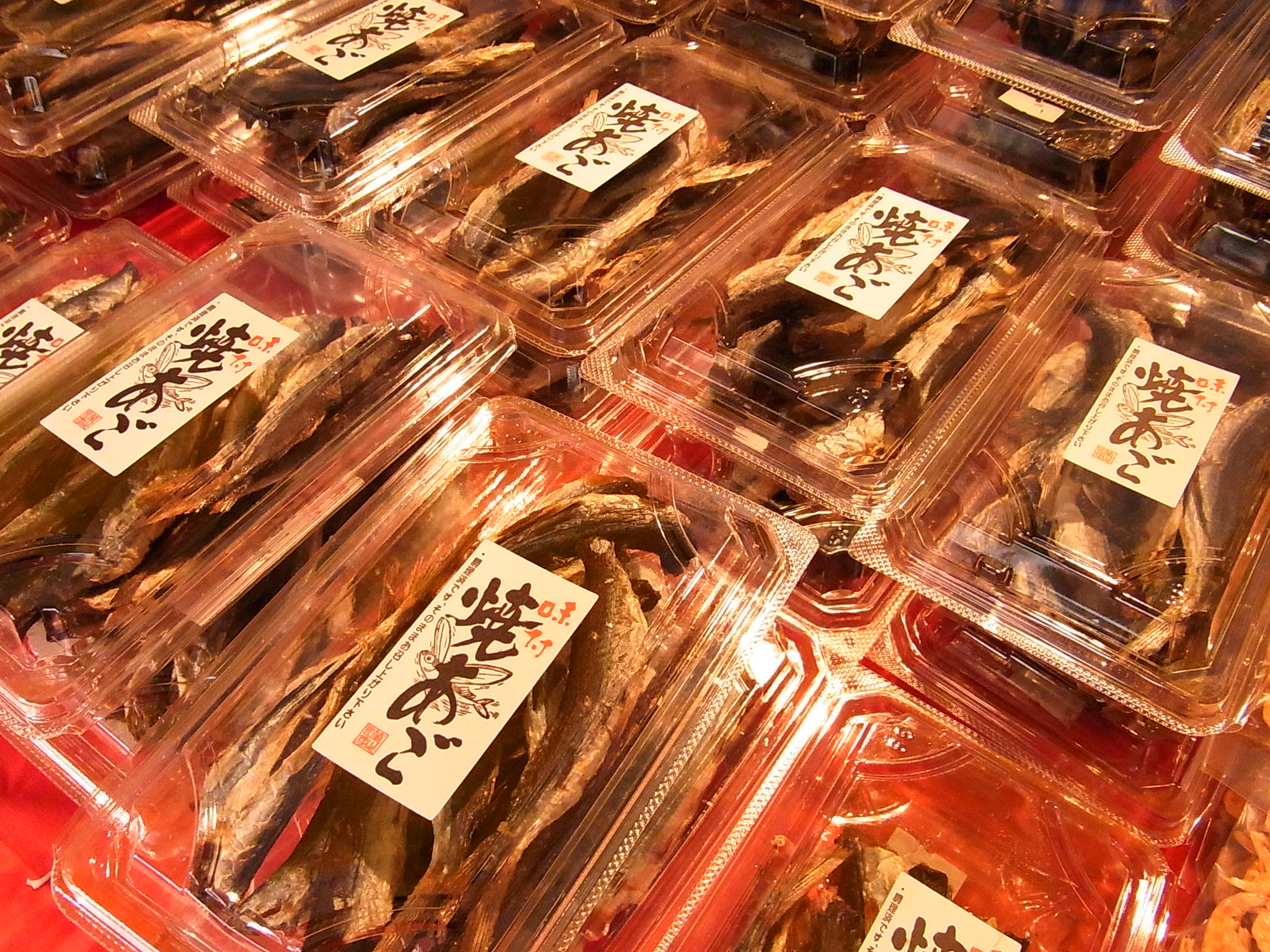
味付焼あご（2009年10月30日撮影）

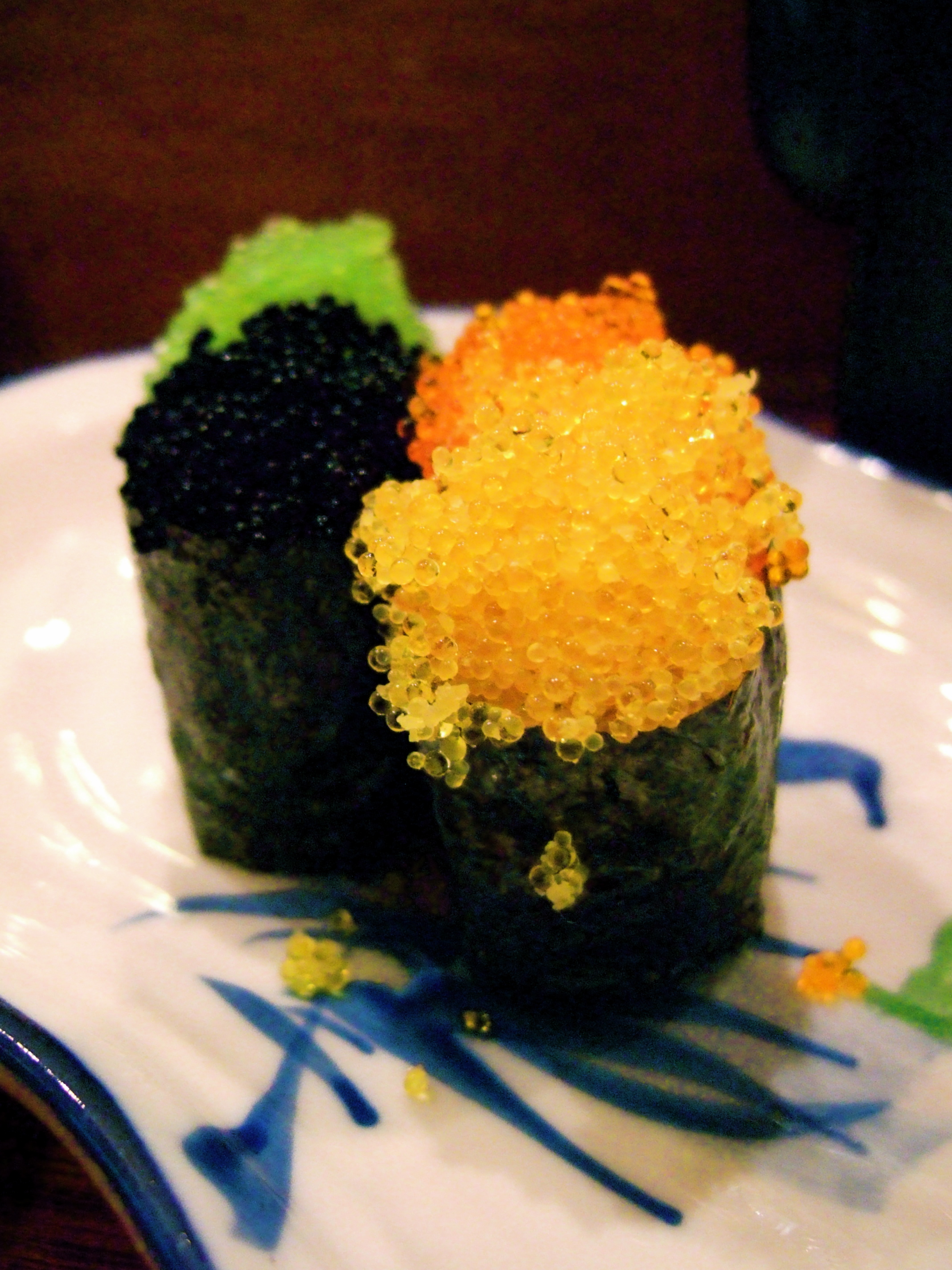
とびこの巻き寿司

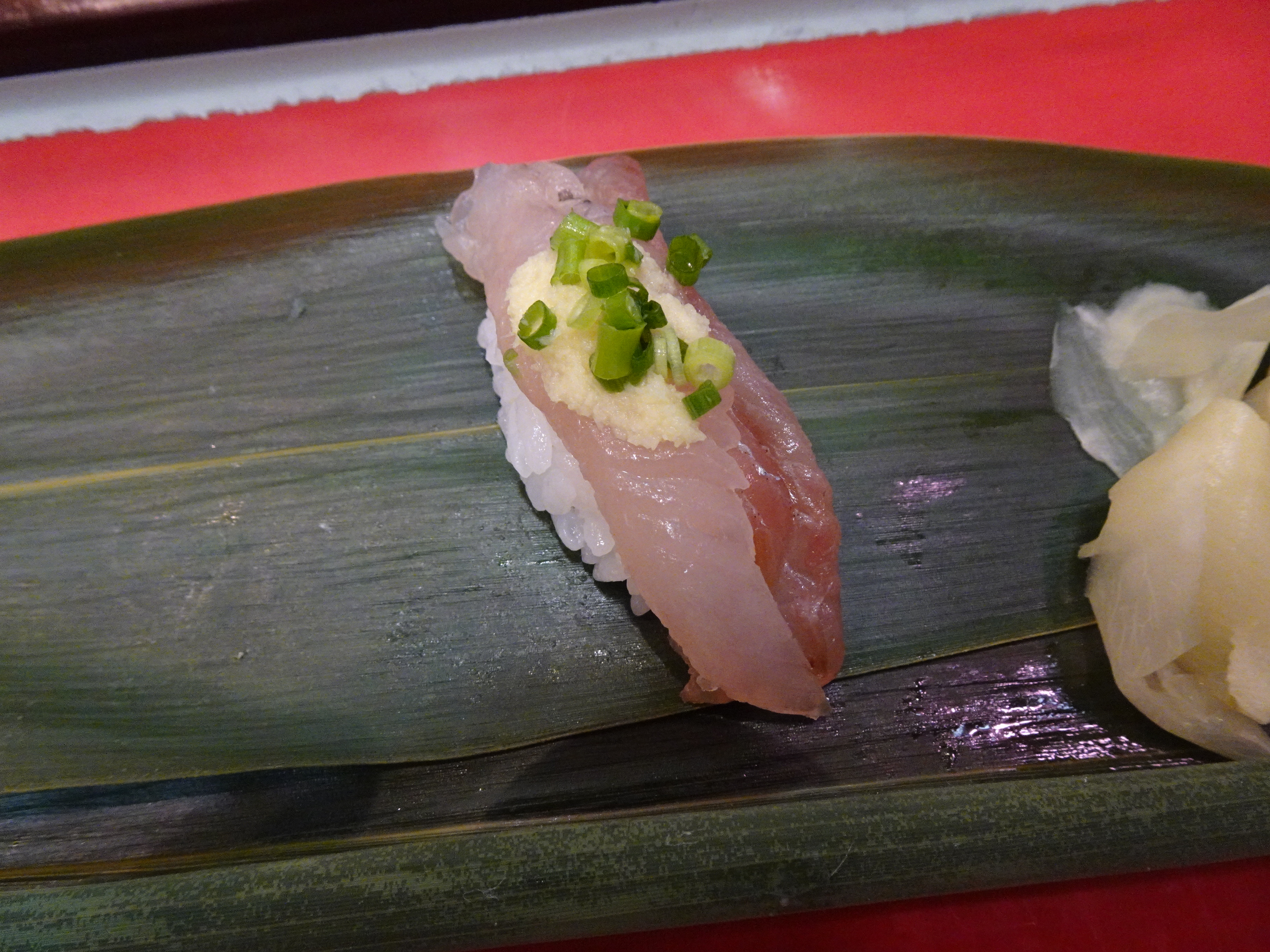
トビウオの握り寿司

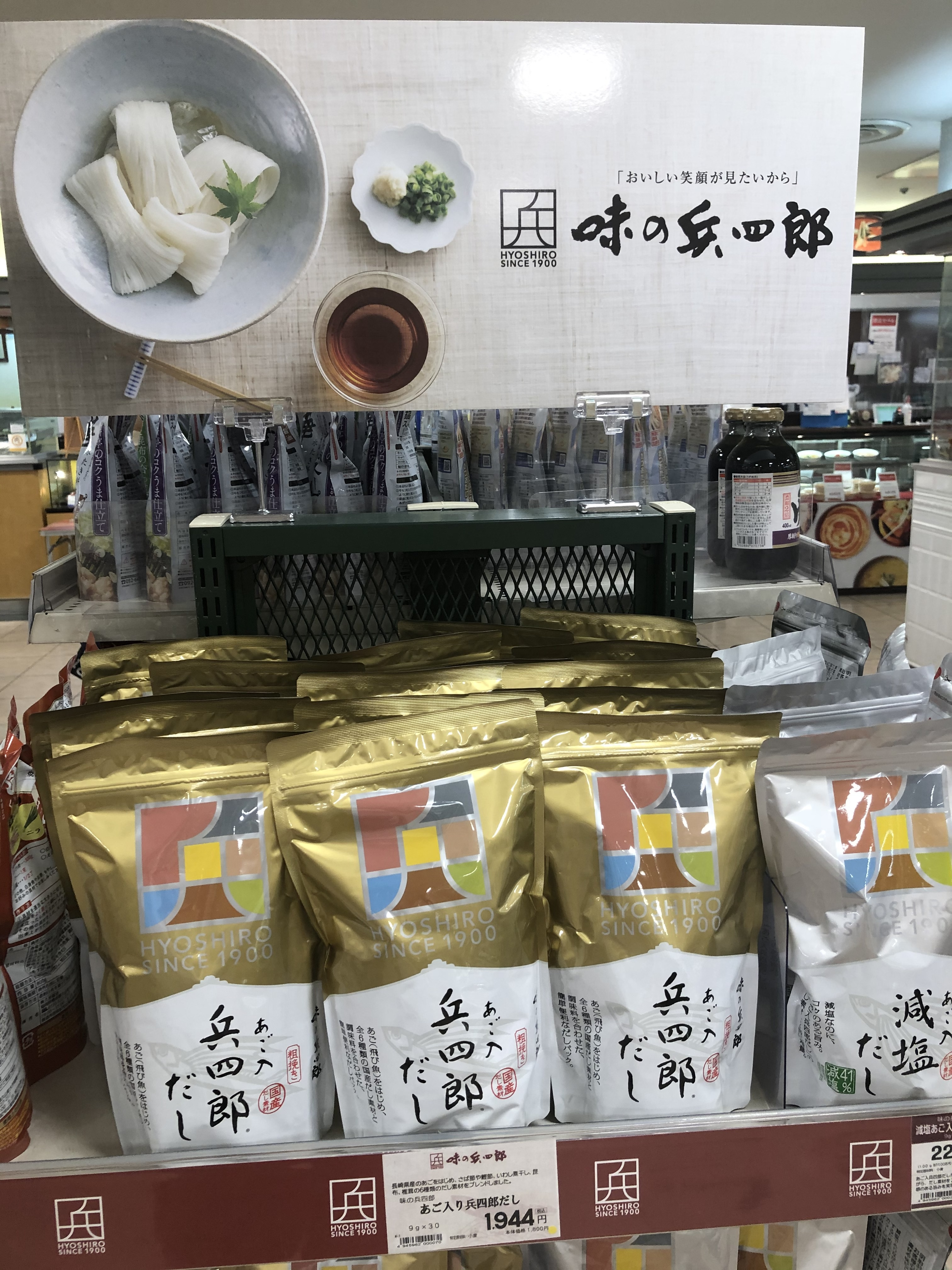
あご入りだし

トール・ヘイエルダール著『コンチキ号漂流記』にトビウオに関しての記述がある。昼夜別なく、イカダの上の乗組員にぶつかって来るので辟易したが、食べると美味なので怒りを忘れてしまうという話であった。夜間にイカダ上に落下したトビウオを集めて朝食にしたとの記述もある。

### 日本における利用

#### 食用としての利用
旬は初夏から夏。小骨の多い魚だが、脂肪分が少なく淡白な味で、成魚は塩焼き、フライ等にして食べる。新鮮なものは刺身が美味。新島や八丈島ではくさやに加工される。房総半島の郷土料理なめろうの材料にもなる。
単一の漁業協同組合としてはトビウオ漁獲量が国内最多である屋久島（鹿児島県）、トビウオをアゴと呼ぶ日本海沿岸地域では、鮮魚としてよりも練り物（すり身）や出汁（アゴだし）の材料として利用されることが多い。
アゴを原料とした竹輪は「あごちくわ」と呼ばれ、鳥取県・兵庫県の特産品。島根県では、形や食感が竹輪に似ているものの製法は異なる「あご野焼き」と呼ばれる焼き抜きかまぼこの特産品がある。
日本海沿岸では素干しした「アゴ干し」が作られる。アゴ干し自体のほか、それを破砕した「トビ節」や火であぶって焦がした「焼きアゴ」が、味噌汁や料理のダシをとるために使われることが多い。山形県飛島でも、天日干しと炭火による「焼き干し」が作られており、対岸本土側の酒田市のラーメンでは、ほとんどがトビウオでダシを取っている。
あごだし発祥地の平戸がある長崎県でもトビウオのダシ入りつゆで麺が多く食べられ、その他九州の醤油・調味料メーカーがそれを真似て「あごだし」を商品名に冠した粉末だし、めんつゆ、だしパックを商品化しており、他地方の家庭や飲食店にも、あごだしが浸透しつつある。マスコミによるPR等で知られるようになった「五島うどん」（長崎県南松浦郡新上五島町でつくられる郷土料理）も、あごだしを使って食べるうどんである。長崎県平戸市生月発祥の、あごだしラーメンも評判を呼びつつある。
トビウオの卵はトビッコと呼ばれ、珍味や寿司ネタになる。

#### 文化的な利用
古事記上巻第五部天宇受賣命に登場し「是以御世嶋之速贄獻之時給猿女君等也」と古くから、現代にいたるまで、三重県志摩市大王町波切では速贄（トビウオ）を毎年の様に皇室に奉納し、皇室では猿女君（アメノウズメ）に奉納している。現在は、伊勢市にある猿田彦神社でも、これに習い、猿田彦に奉納している。この他、他の神社でも皇室を見習ったのか「景気が跳ねる（上向く）」などの縁起物として供えられることがい多い。
この他、万葉集には「阿胡」（あご）と言う単語が多数登場し、トビウオを指している物と見られている。

## 日本近海のトビウオと漁業
トビウオ漁は、刺網と定置網が水揚げ量の大部分を占める。伝統的漁法として、トビウオならではのものとして、飛翔するトビウオに対し皿を手裏剣のように投擲し、海に落ちたものを拾い集めるものがあるが、現代ではほとんど行われる事は無い。
屋久島の「ロープ引き漁」は、2隻の漁船が円状に漁網を張り、漁師が海に飛び込んでトビウオを網に追い入れる。
カツオ、サンマなどと同様、季節回遊をする魚で、春先から夏にかけて日本付近まで北上してきて産卵し、秋に南下する。日本で漁獲量が多いトビウオには、ハマトビウオ、ホソトビウオ、ツクシトビウオ、トビウオ（ホントビウオ）などがある。種類により、漁の時期、分布が異なり、また味や用途も違う。漁業の対象となっているこれらの種類は、いずれもハマトビウオ属に含まれる種類である。種ごとの特徴の詳細は分類の項を参照。
3月、4月に春先に最初に関東などの市場に出回るトビウオは、八丈島などからのハマトビウオである。最も大型のトビウオで味も良く、くさやの材料にも使われる。ハマトビウオは、九州南部では晩秋に回遊してくるのを獲る。
それに続いて、初夏にはツクシトビウオ、ホソトビウオなどが北上してくる。これらの種は、太平洋側とともに、日本海側にも北上し、九州北部、山陰、北陸地方などでは、ホソトビウオ、ツクシトビウオが主に獲られる。トビウオ（ホントビウオ）、アカトビウオ、オオメナツトビウオ、ホソアオトビなどもこの時期から夏にかけての種類である。
これらのトビウオの種類は、市場によって様々な通称で呼ばれる。関東では、春に出回るハマトビウオなどを春トビ、その後の夏に出回る種類を「夏トビ」（あるいは「本トビ」）と呼ぶことがある。各地で獲れるホソトビウオは頭部、体つきが丸いことから「丸トビ」（西日本・日本海側では「丸アゴ」）と呼ばれ、それに対して頭部が角張った種類を「角トビ」（角アゴ）と呼ぶ。ホソトビウオとツクシトビウオが主なトビウオである日本海側ではツクシトビウオを角トビと呼ぶが、太平洋側ではハマトビウオも角トビと呼ぶ場合がある。愛称で「トッピー」と呼ぶ地域もある。